# Wu av Liu Song
Wu av Liu Song, född 363, död 422, var en kinesisk monark. Han var kejsare av Liu Song mellan 420 och 422. 